# António Marcelino Mesquita
António dos Santos Marcelino Mesquita (Leiria, 22 de Dezembro de 1912 – Lisboa, 20 de Setembro de 1986) foi um militante anarco-sindicalista durante os anos de implementação do Estado Novo, notabilizado pela sua actividade posterior como jornalista do jornal A República, do qual foi chefe de redacção.

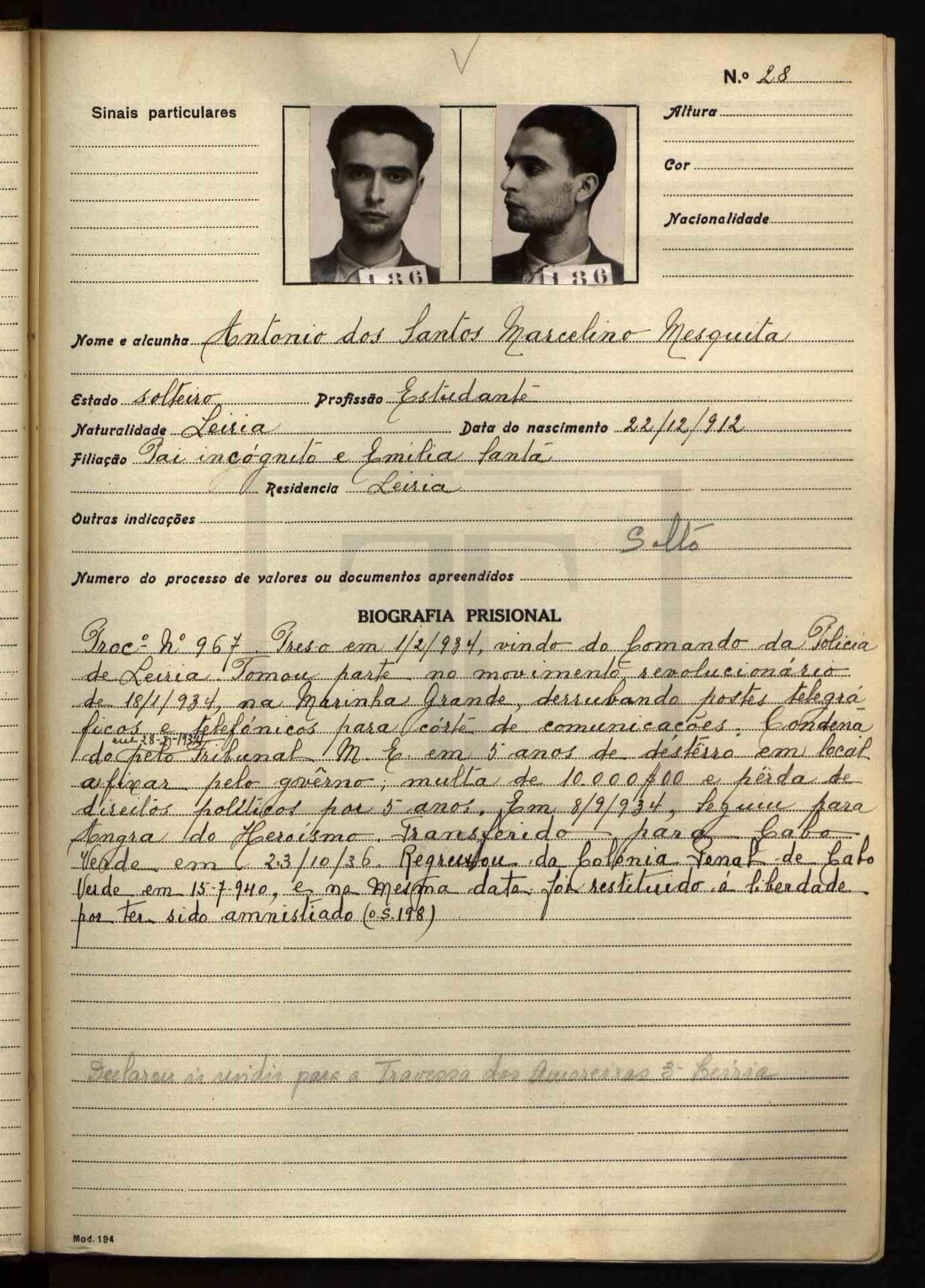
Ficha prisional de António Marcelino Mesquita, em 1934.

## Biografia
Nasceu em Leiria no dia 22 de Dezembro de 1912.
Exerceu o cargo de chefe da redacção e de secretário-geral da direcção no jornal A República. Em 30 de Abril de 1958 foi, como jornalista, a Caminha e ao Porto para entrevistar alguns dos apoiantes da candidatura de Humberto Delgado à Presidência da República, encontro que foi seguido pela polícia política.
Foi igualmente uma figura de destaque na divisão portuguesa da Maçonaria, no Grande Oriente Lusitano, tendo-se destacado pelo seu empenho na defesa dos princípios maçónicos de liberdade e igualdade. Entre os postos que ocupou na maçonaria encontram-se o de presidente da Escola Oficina n.º 1, em Lisboa, que se destinava a apoiar crianças desfavorecidas. Era igualmente membro da Liga dos Direitos do Homem. Devido aos seus ideais, foi perseguido pela ditadura nos períodos de António Salazar e Marcelo Caetano.
Como consequência do seu envolvimento na Revolução da Marinha Grande em 1934, esteve preso dois anos em Leiria e cinco no Tarrafal, para onde foi através dos Açores.
Casou-se com Ester Sangreman Proença, filha de Raul Proença, no dia 31 de Julho de 1948 em Lisboa, casamento do qual tiveram três filhos.
Morreu na madrugada do dia 20 de Setembro de 1986, aos 73 anos de idade, em Lisboa, vítima de uma doença prolongada. O funeral foi organizado no dia 22 de Setembro, tendo o corpo sido depositado no Cemitério da Guia, em Cascais.
Foi condecorado com a Ordem da Liberdade.

## Obras publicadas
Para além de uma vasta colecção de artigos publicados no jornal A República e em diversos outros jornais da oposição, Marcelino Mesquita foi autor das seguintes obras:
- Os Mortos Acusam. Lisboa, Editora Gráfica Portuguesa, 1973.
- O 18 de Janeiro de 1934 e alguns antecedentes (obra colectiva). Lisboa, A Regra do Jogo, 1978.